# Manuscriptorium
Manuscriptorium je digitální knihovna, která zprostředkovává, uchovává a poskytuje uživatelům digitální verze dokumentů, jako jsou zejména vzácné rukopisy (odtud název Manuscriptorium), staré tisky, mapy apod. Avšak smyslem projektu není jen shromažďování digitálních dokumentů, nýbrž i jejich zařazení do kontextu jejich doby a vzniku, aby tak bylo možné vytvořit uživatelsky příjemné prostředí poskytující kompletní informace k bádání, jehož výsledky pak mohou jednotliví badatelé sdílet s ostatními.
Koordinátorem tohoto projektu je Národní knihovna České republiky, roli technického administrátora pro ni plní firma AiP Beroun s.r.o. Manuscriptorium agreguje data asi 55 českých a 60 zahraničních institucí. Agregace je bezešvá bez ohledu na umístění datových souborů. Zejména ve spolupráci se zahraničními institucemi využívá Manuscriptorium tytéž datové zdroje jako partnerské knihovny, tzn. k týmž datům se přistupuje různými systémy. To dává uživatelům Manuscriptoria široké možnosti práce v jednotném rozhraní, tvorbu vlastních sbírek dokumentů nebo tvorbu vlastních virtuálních dokumentů, složených z částí dokumentů bez ohledu na jejich umístění. V květnu 2015 byla spuštěna po ročním testování nová, v pořadí již třetí verze této digitální knihovny. V polovině roku 2016 zpřístupňovalo Manuscriptorium přes 400 tisíc popisných záznamů a více než 110 tisíc digitálních kopií dokumentů. 
Data českých institucí většinou vznikají digitalizací, podporovanou dotačním programem Ministerstva kultury VISK 6 - Memoriae Mundi Series Bohemica. Data Národní knihovny České republiky vznikají kromě toho také ve spolupráce se společností Google v rámci projektu digitalizace tisků převážně 17. a 18. století. Data dalších partnerů jsou zpřístupňována Manuscriptoriem na základě dobrovolné spolupráce. Největšími zahraničními přispěvateli jsou dle počtu sdílených dokumentů Universidad Complutense de Madrid (Španělsko), Свято-Троицкая Сергиева Лавра (Rusko), Universitätsbibliothek Heidelberg, Biblioteka Uniwersytecka we Wrocławiu (Polsko; je též prvním a nejstarším zahraničním partnerem), Biblioteca Nazionale Centrale di Firenze (Itálie), Biblioteca Nacional de España (Madrid, Španělsko), Vilniaus Universiteto Biblioteka (Litva), Landsbókasafn Íslands - Háskólabókasafn (Reykjavík, Island) a Biblioteca Națională a României (Bukurešť, Rumunsko). Z českých institucí má více dokumentů než tito partneři v Manuscriptoriu pouze Národní knihovna České republiky.
Manuscriptorium spolupracuje nejen s knihovnickými a kulturními portály, jako jsou Jednotná informační brána, Evropská knihovna TEL, EUROPEANA nebo portál CERL-MSS, ale je také indexováno profesionálními informačními službami typu Resource Discovery, jako jsou EBSCO Discovery Service nebo The Summon® Service.
Obsah Manuscriptoria je volně dostupný.

## Složky systému
Systém Manuscriptoria se skládá ze dvou hlavních složek, jimiž jsou databázový systém a prohlížeč. 
Data Manuscriptoria jsou získávána buďto importem, nebo prostřednictvím harvestingu.

## Metadata
Vnitřním metadatovým formátem Manuscriptoria je od r. 2009 tzv. ENRICH Schéma na platformě TEI P5, které bylo zpracováno během evropského projektu ENRICH za přispění řady zahraničních partnerů, zejm. Oxford University Computing Services. Data musí být dostupná skrz HTTP protokol a obrazová data musí být ve formátech podporovaných nejrozšířenějšími internetovými prohlížeči.

## Možnosti systému
Co se jednotlivých digitalizovaných dokumentů týče, tak vzhledem k tomu, že převážná většina z nich pochází ze středověku, jsou texty doplněny poznámkami k obsahu díla, jsou opraveny chyby a doplněna interpunkce, aby vše bylo dnešnímu čtenáři bez problému srozumitelné.

## Partneři projektu
- Národní knihovna České republiky
- AiP Beroun s.r.o.